# Patricia Jones
Patricia Jones (Kamloops, 16 ottobre 1930 – Victoria, 23 agosto 2000) è stata una velocista canadese, vincitrice della medaglia di bronzo nella staffetta 4×100 metri ai Giochi olimpici di Londra nel 1948.

## Biografia
Nei giochi olimpici inglesi del 1948 nella staffetta 4×100 metri vinse il bronzo con Viola Myers, Diane Foster e Nancy Mackay-Murrall.

## Palmarès
| Anno | Manifestazione             | Sede   | Evento                | Risultato | Prestazione | Note |
| ---- | -------------------------- | ------ | --------------------- | --------- | ----------- | ---- |
| 1948 | Giochi della XIV Olimpiade | Londra | Staffetta 4×100 metri | Bronzo    | 47”8        |      |